# Astragalus flavus
Astragalus flavus Nutt. è una pianta appartenente alla famiglia delle Fabacee, endemica degli Stati Uniti d'America.